# 205 Dywizja Piechoty (III Rzesza)
205 Dywizja Piechoty (niem. 203. Infanterie-Division) – niemiecka dywizja z czasów II wojny światowej, utworzona na mocy rozkazu z 1 stycznia 1940 roku, z przeformowania 14 Dywizji Landwehry sformowanej 26 sierpnia 1939 w 3. fali mobilizacyjnej w rejonie Fryburgu przez V Okręg Wojskowy.

## Szlak bojowy
Dywizja walczyła w 1942 i 1943 r. w ramach Grupy Armii Środek na północ od Wielkich Łuków. Od jesieni 1943 r. działała w ramach Grupy Armii Północ pod Newelem i Połockiem. Ostatecznie została uwięziona w kotle kurlandzkim, gdzie przetrwała do końca wojny.

## Struktura organizacyjna
- Struktura organizacyjna w styczniu 1940:

335., 353. i 358. pułk piechoty, 205. pułk artylerii, 205. batalion pionierów, 205. oddział przeciwpancerny, 205. oddział łączności;
- Struktura organizacyjna w lipcu 1944:

335., 353. i 358. pułk grenadierów, 205. pułk artylerii, 205. batalion pionierów, 205. batalion fizylierów, 205. oddział przeciwpancerny, 205. oddział łączności, 205. polowy batalion zapasowy;

## Dowódcy dywizji
- Generalleutnant Ernst Richter 1 I 1940 – 1 III 1942;
- Generalleutnant Paul Seyffardt 1 III 1942 – 5 XI 1943;
- Generalmajor Ernst Michael 5 XI 1943 – 1 XII 1943
- General Horst von Mellenthin 1 XII 1943 – 20 XI 1944;
- Generalmajor Ernst Biehler 20 XI 1944 – 15 XI 1944;
- Generalmajor Karl Giese 15 XI 1944 – 8 V 1945;